# Campeonato Europeu de Atletismo em Pista Coberta de 2011 - Salto com vara masculino
A prova do salto com vara masculino do Campeonato Europeu de Atletismo em Pista Coberta de 2011 foi disputada no entre os dias 4 e 5 de março de 2011 na AccorHotels Arena em Paris, França.

## Recordes
Antes desta competição, os recordes mundiais e do campeonato nesta prova eram os seguintes:
|                       | Nome                         | Nacionalidade   | Altura  | Local       | Data                                   |
| --------------------- | ---------------------------- | --------------- | ------- | ----------- | -------------------------------------- |
| Recorde mundial       | Sergey Bubka                 | Ucrânia         | 6m 15cm | Donetsk     | 21 de fevereiro de 1993                |
| Recorde do campeonato | Pyotr Bochkaryov Igor Pavlov | Rússia · Rússia | 5m 90cm | Paris Madri | 12 de março de 1994 5 de março de 2005 |
| Recorde europeu       | Sergey Bubka                 | Ucrânia         | 6m 15cm | Donetsk     | 21 de fevereiro de 1993                |

Os seguintes recordes foram estabelecidos durante esta competição: 
| Data       | Evento | Nome              | Nacionalidade | Distância | Notas                 |
| ---------- | ------ | ----------------- | ------------- | --------- | --------------------- |
| 5 de março | Final  | Renaud Lavillenie | França        | 6.03      | Recorde do campeonato |

## Medalhistas
| Ouro                    | Prata                | Bronze           |
| Renaud Lavillenie (FRA) | Jérôme Clavier (FRA) | Malte Mohr (DEU) |

## Resultados

### Qualificação
Qualificação: 5,75m  (Q) ou os 8 melhores qualificados (q).  
| Posição. | Atleta                  | Nacionalidade | 5,00 | 5,20 | 5,40 | 5,55 | 5,65 | Resultados | Notas |
| -------- | ----------------------- | ------------- | ---- | ---- | ---- | ---- | ---- | ---------- | ----- |
| 1        | Renaud Lavillenie       | França        | –    | –    | –    | o    | o    | 5,65       | q     |
| 1        | Tim Lobinger            | Alemanha      | –    | –    | o    | o    | o    | 5,65       | q,    |
| 1        | Paweł Wojciechowski     | Polónia       | –    | –    | o    | o    | o    | 5,65       | q     |
| 4        | Jérôme Clavier          | França        | –    | –    | o    | xo   | o    | 5,65       | q     |
| 4        | Malte Mohr              | Alemanha      | –    | –    | o    | xo   | o    | 5,65       | q     |
| 6        | Igor Pavlov             | Rússia        | –    | –    | o    | xo   | xo   | 5,65       | q     |
| 7        | Konstantinos Filippidis | Grécia        | –    | o    | o    | xo   | xxo  | 5,65       | q     |
| 8        | Fabian Schulze          | Alemanha      | –    | –    | o    | o    | xxx  | 5,55       | q     |
| 9        | Maksym Mazuryk          | Ucrânia       | –    | –    | xo   | o    | xxx  | 5,55       |       |
| 10       | Alhaji Jeng             | Suécia        | –    | o    | xxo  | o    | xxx  | 5,55       | =     |
| 11       | Damiel Dossévi          | França        | –    | –    | –    | xxo  | xxx  | 5,55       |       |
| 11       | Dmitrij Starodubcev     | Rússia        | –    | –    | o    | xxo  | xxx  | 5,55       |       |
| 13       | Jere Bergius            | Finlândia     | –    | –    | xo   | xxx  |      | 5,40       |       |
| 13       | Claudio Michel Stecchi  | Itália        | –    | o    | xo   | xxx  |      | 5.40       |       |
| 15       | Giorgio Piantella       | Itália        | –    | xo   | xxo  | xxx  |      | 5,40       |       |
| 16       | Edi Maia                | Portugal      | xo   | o    | xxx  |      |      | 5,20       |       |
| –        | Giuseppe Gibilisco      | Itália        | –    | –    | –    | xxx  |      |            | NM    |

### Final
A final foi realizada às 15:45 no dia 5 de março de 2011.  
| Posição           | Atleta                  | Nacionalidade | 5,41 | 5,51 | 5,61 | 5,71 | 5,76 | 5,81 | 5,91 | 6,03 | 6,16 | Resultados | Notas |
| ----------------- | ----------------------- | ------------- | ---- | ---- | ---- | ---- | ---- | ---- | ---- | ---- | ---- | ---------- | ----- |
| Medalha de ouro   | Renaud Lavillenie       | França        | -    | -    | xo   | o    | -    | o    | xxo  | o    | xxx  | 6,03       | ,     |
| Medalha de prata  | Jérôme Clavier          | França        | o    | -    | o    | o    | xo   | xxx  |      |      |      | 5,76       |       |
| Medalha de bronze | Malte Mohr              | Alemanha      | -    | xo   | -    | xo   | -    | xxx  |      |      |      | 5,71       |       |
| 4                 | Paweł Wojciechowski     | Polónia       | -    | xxo  | -    | xo   | xxx  |      |      |      |      | 5,71       |       |
| 5                 | Konstantinos Filippidis | Grécia        | xo   | o    | o    | x-   | xx   |      |      |      |      | 5,61       |       |
| 6                 | Fabian Schulze          | Alemanha      | -    | o    | xxx  |      |      |      |      |      |      | 5,51       |       |
| 7                 | Igor Pavlov             | Rússia        | -    | xo   | -    | xx-  | x    |      |      |      |      | 5,51       |       |
| 8                 | Tim Lobinger            | Alemanha      | o    | -    | xxx  |      |      |      |      |      |      | 5,41       |       |

Legenda
| Recorde mundial       | Recorde mundial (World record)               |                       | Recorde africano                      | Recorde africano (African) |                                           | Q | Classificado por posição (Qualified) |
| Recorde do campeonato | Recorde do campeonato (Championship record)  | Recorde da América    | Recorde da América (Americas)         | q                          | Classificado por melhor tempo (Qualified) |   |                                      |
| Melhor marca do ano   | Melhor marca do ano (World leading)          | Recorde asiático      | Recorde asiático (Asian)              | DNS                        | Não largou (Did not start)                |   |                                      |
| Recorde nacional      | Recorde nacional (National record)           | Recorde europeu       | Recorde europeu (European)            | DNF                        | Não terminou (Did not finish)             |   |                                      |
| Recorde pessoal       | Recorde pessoal do atleta (Personal best)    | Recorde da Oceania    | Recorde da Oceania (Oceania)          | DSQ / DQ                   | Desclassificado (Disqualified)            |   |                                      |
| Recorde da temporada  | Recorde da temporada do atleta (Season best) | Recorde sul-americano | Recorde sul-americano (South America) | NM                         | Sem marca (No mark)                       |   |                                      |